# Almindelig Daglig Levevis
Almindelig Daglig Levevis (ADL) er et tilbud fra det offentlige, som henvender sig til unge og ældre i forbindelse med at udføre almene funktioner i det daglige liv samt forebyggelse af tab af fysisk, mental og social funktionsevne for derved at forbedre livskvalitet og funktionsevne.
Målgruppen omfatter blandt andet personer med synshandikap, mentalt- og kronisk syge etc.
ADL kan omfatte undervisning i teknikker eller anvendelse af hjælpemidler i forbindelse med for eksempel spisning, madlavning, påklædning, telefonering,  betjening af komfur/  vaskemaskine, oprydning, rengøring, tøjvask, indkøb,  post, økonomi  med mere.
Undervisning kan foregå i brugerens eget hjem, på institutioner, på offentlige centre og på særlige ADL-kurser.